# زیگمونت کالینوفسکی
زیگمونت کالینوفسکی (لهستانی: Zygmunt Kalinowski؛ زادهٔ ۲ مهٔ ۱۹۴۹) بازیکن فوتبال اهل لهستان بود.
از باشگاه‌هایی که در آن بازی کرده‌است می‌توان به باشگاه فوتبال شلاسک وروتسواف و باشگاه فوتبال لگیا ورشو اشاره نمود.
وی به‌همراه تیم ملی فوتبال لهستان به مقام سوم جام جهانی فوتبال ۱۹۷۴ دست پیدا کرده‌است.